# Rezerwat przyrody Lesisko
Rezerwat przyrody Lesisko – leśny rezerwat przyrody położony w województwie opolskim na terenie Parku Krajobrazowego Góra Świętej Anny, w gminie Zdzieszowice. Został utworzony na mocy zarządzenia Ministra Ochrony Środowiska, Zasobów Naturalnych i Leśnictwa z dnia 25 lipca 1997.

## Położenie
Rezerwat „Lesisko” jest położony na południowych stokach grzbietu Chełma. Leży w granicach Parku Krajobrazowego Góra Świętej Anny oraz obszaru siedliskowego sieci Natura 2000 „Góra Świętej Anny” PLH160002. Najbliższa miejscowość to wieś Żyrowa.

## Krótka charakterystyka
Charakterystyczne są ponad stuletnie buki oraz głębokie wąwozy krasowe przecinające zbocza grzbietu Chełma.

## Opis
Rezerwat ten ma powierzchnię 47,47 ha (akt powołujący podawał 47,51 ha) i jest rezerwatem leśnym. Celem ochrony jest zachowanie i ochrona starodrzewia bukowego: żyznej buczyny sudeckiej i kwaśnej buczyny niżowej z udziałem dębu i modrzewia. Nazwa rezerwatu pochodzi od nazwy ciemnego lasu bukowego, który miejscowi nazwali Lesiskiem. Niektóre z drzew (buków) kwalifikują się do miana drzew pomnikowych (ok. 20 drzew, głównie buków). Przeciętna wysokość dochodzi 30 metrów. Panujące tu specyficzne warunki mikroklimatyczne, a więc duża wilgotność i dobry rozkład materii organicznej sprawił bujny rozwój roślinności. Wśród roślinności zielnej występują liczne gatunki roślin, w tym znajdujących się pod ochroną: barwinek pospolity, bluszcz pospolity, wawrzynek wilczełyko, parzydło leśne, miodownik melisowaty, buławnik wielkokwiatowy, konwalia majowa, marzanka wonna i kopytnik pospolity.
Równie bogaty jest świat zwierzęcy. Żyje tu ponad 50 gatunków ptaków (wśród nich: myszołów zwyczajny, jastrząb, różne gatunki dzięcioła) i liczne gatunki ssaków (jelenie, sarny, dziki, lisy, wiewiórki, kuny).
Rezerwat leży na terenie Nadleśnictwa Strzelce Opolskie. Nadzór sprawuje Regionalny Dyrektor Ochrony Środowiska w Opolu. Na mocy obowiązującego planu ochrony ustanowionego w 2018 roku, obszar rezerwatu objęty jest ochroną ścisłą na powierzchni 46,56 ha oraz czynną na powierzchni 0,91 ha.
Powyżej rezerwatu położony jest stary folwark „Leśnik”, zwany Waldhofem (obecnie ruiny). Stamtąd już niedaleko do kapliczki św. Teresy od Dzieciątka Jezus (wzniesionej – jak podaje legenda – przez Leopolda von Gaschin), odrestaurowanej przez grupę parafian z Żyrowej i oddanej do użytku w 2004 roku, a co najważniejsze na Górę św. Anny – jedno z centrów pielgrzymkowego mieszkańców Górnego Śląska.

## Dojazd

### Samochód
Możliwość dotarcia na miejsce samochodem: autostradą A4 –
km 248 – zjazd na lokalną 423 kierunek Krapkowice i Opole Wsch.
km 253 – zjazd na lokalna 409 kierunek Krapkowice i Strzelce Opolskie
km 273 – zjazd na lokalną 426 kierunek Kędzierzyn Koźle i Strzelce Opolskie.
Pieszo z autostrady (zjazd na parking przy MOP-ie i pieszo ścieżką spacerową na Górę św. Anny ok. 600 m do rynku Góry Św. Anny).

### Kolej
Linie kolejowe z Wrocławia, Katowic, Krakowa przez Kędzierzyn-Koźle, potem połączenie lokalne Kędzierzyn Koźle – Opole – docelowa stacja PKP Zdzieszowice, następnie pieszo czarnym szlakiem ok. 3 km lub połączeniami autobusowymi – przystanek PKS obok dworca PKP).

## Dostosowanie do potrzeb turystów
Przez rezerwat „Lesisko” przebiega ścieżka dydaktyczna „Z Żyrowej do Góry Św. Anny przez rezerwat Lesisko”. Ścieżka oznaczona w terenie białymi kwadratami z zieloną przekątną. W ważniejszych miejscach znajdują się tablice przystankowe opisujące walory przyrodnicze rezerwatu.